# Hyperaspis rotunda
Hyperaspis rotunda är en skalbaggsart som beskrevs av Thomas Casey 1899. Hyperaspis rotunda ingår i släktet Hyperaspis och familjen nyckelpigor. Inga underarter finns listade i Catalogue of Life.